# Thalassery
Thalassery – miasto w Indiach, w stanie Kerala. W 2011 roku liczyło 92 558 mieszkańców.